# Montecorvino Pugliano
Montecorvino Pugliano is een gemeente in de Italiaanse provincie Salerno (regio Campanië) en telt 8939 inwoners (31-12-2004). De oppervlakte bedraagt 28,7 km², de bevolkingsdichtheid is 311 inwoners per km².
De volgende frazioni maken deel uit van de gemeente: Pugliano, Santa Tecla, Torello, San Vito, Bivio Pratole, Pagliarone.

## Geografie
De gemeente ligt op ongeveer 42 m boven zeeniveau.
Comune di Montecorvino Pugliano grenst aan de volgende gemeenten: Bellizzi, Giffoni Valle Piana, Montecorvino Rovella, Pontecagnano Faiano.